# Uniwersytet Ben Guriona
Uniwersytet Ben Guriona (hebr. אוניברסיטת בן גוריון בנגב, Uniwersitat Ben Gurion ba-Negew) – publiczna szkoła wyższa w Beer Szewie w Izraelu istniejąca od 1969 roku.

## Historia
Uniwersytet został założony w 1969 z inicjatywy byłego premiera Izraela – Dawida Ben Guriona – oraz rządowej komisji nauki i techniki w celu promowania rozwoju pustyni Negew. Wierzył on, że przyszłość kraju tkwi w stosunkowo słabo rozwiniętym południu. Początkowo Uniwersytet oferował studia na kierunkach psychologii, antropologii i socjologii, zaś kampus znajdował się na małym obszarze, co sprawiło, że siedziba dziekana mieściła się w beduińskim namiocie. W 1970 roku zbudowano budynek głównej biblioteki. W pierwszych latach funkcjonowania uczelnia nazywała się Uniwersytetem Negewu. W listopadzie 1973 roku, po śmierci Ben Guriona, zmieniono nazwę na Uniwersytet Ben Guriona. W latach 1970–1975 powstał Wydział Nauk Przyrodniczych i Nauk Medycznych. W tym samym czasie liczba studentów wzrosła z 1300 osób do 4038.
W 1976 roku Kneset uchwalił prawo Ben-Guriona, które miało na celu uhonorowanie pamięci premiera. Na jego mocy utworzono między innymi Centrum Dziedzictwa Ben Guriona w Sede Boker, na które składać się miał jego dom i biblioteka. W trakcie wojny Jom Kipur w 1973 roku zginęło 33 studentów, wykładowców i pracowników uniwersytetu. Pod koniec lat 70. XX wieku naukowcy z Uniwersytetu zaproponowali w Knesecie plan rozwoju pustyni Negew. 27 maja 1979 roku uczelnię odwiedzili premier Menachem Begin i prezydent Egiptu Anwar as-Sadat w celu podpisania porozumienia pokojowego. W latach 1976–1985 zapoczątkowano program dla studentów zagranicznych zwany dzisiaj Ginsburg-Ingerman Overseas Student Program. Pod koniec lat 80. XX wieku uczelnię ukończyła pierwsza Beduinka Shifa el-Houzayil. W 1989 roku wybudowano Bramę Pokoju na dziesięciolecie wizyty Begina i Sadata. W 1991 roku powstało Centrum Energii Solarnej Uniwersytetu Ben Guriona. Na początku lat 90. XX wieku UNESCO zatwierdziło ekspertyzę Uniwersytetu w sprawie upraw na jałowych ziemiach. To pierwszy raz, kiedy ONZ konsultowało się z izraelskimi naukowcami. W 1996 roku powstały Szkoła Medyczna im. Joyce i Irving Goldmanów, Szkoła Zarządzania, Międzynarodowa Szkoła Badań nad Pustynią im. Alberta Katza. Na początku lat XXI wieku utworzono Instytut Studiów nad Wodą, a w 2003 roku zapoczątkowano program szkoleniowy dla pilotów Sił Powietrznych Izraela.

W 2005 roku kampus uniwersytecki w Beer Szewie nazwano imieniem rodziny Marcus. W 2006 roku na Uniwersytecie Deutsche Telekom otwarła swoją pierwszą placówkę badawczą poza granicami kraju. W trakcie drugiej wojny libańskiej Uniwersytet udostępnił swoje budynki zagrożonym ostrzałami rakietowymi mieszkańcom północnego Izraela. W 2009 roku liczba studentów wyniosła ponad 20 000. Rządowa decyzja o przeniesieniu większości placówek wywiadowczych na południe kraju zaangażowała w to przedsięwzięcie także Uniwersytet, co przyczyniło się do rozbudowy kampusu. We wrześniu 2013 roku otwarto The Advanced Technologies Park, który jest inicjatywą władz miasta i Uniwersytetu i ma być siedzibą firm hi-tech na południu kraju. Swoje placówki badawcze otwarły tu IBM, Oracle, Lockheed Martin, Dell-EMC i Deutsche Telekom. W ramach tej inicjatywy doszło do współpracy armii, rządu i Uniwersytetu w dziedzinie cyberbezpieczeństwa. 

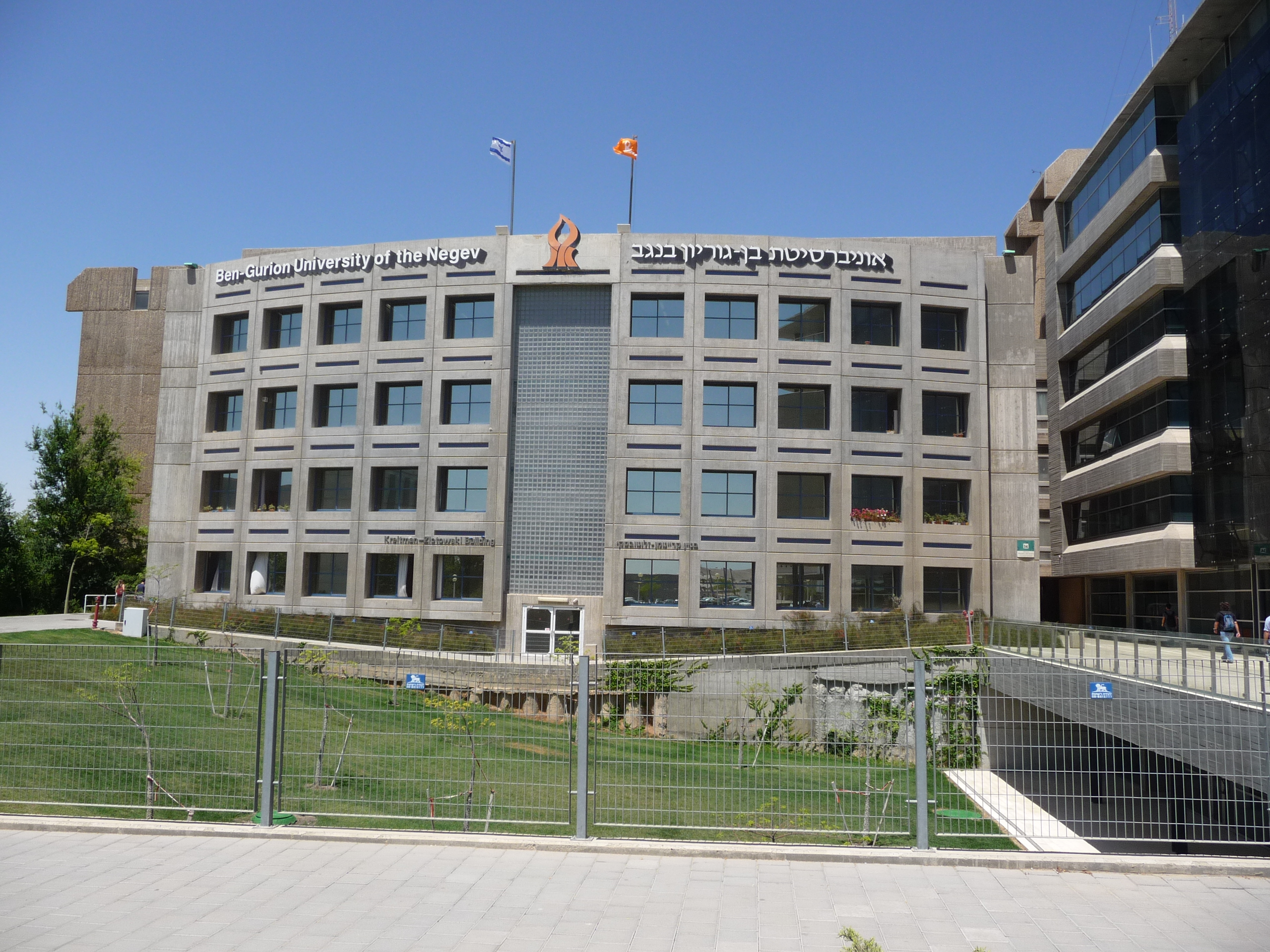
Jeden z uniwersyteckich budynków

## Struktura i kampusy

### Kampus główny w Beer Szewie

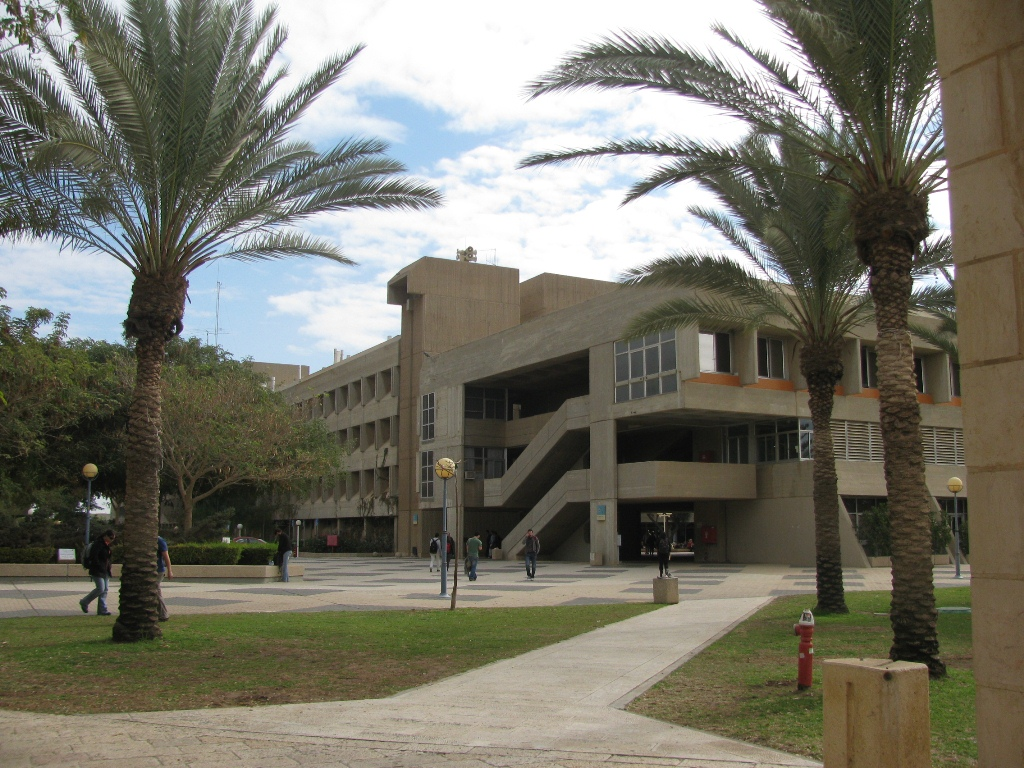
Kampus w Beer Szewie

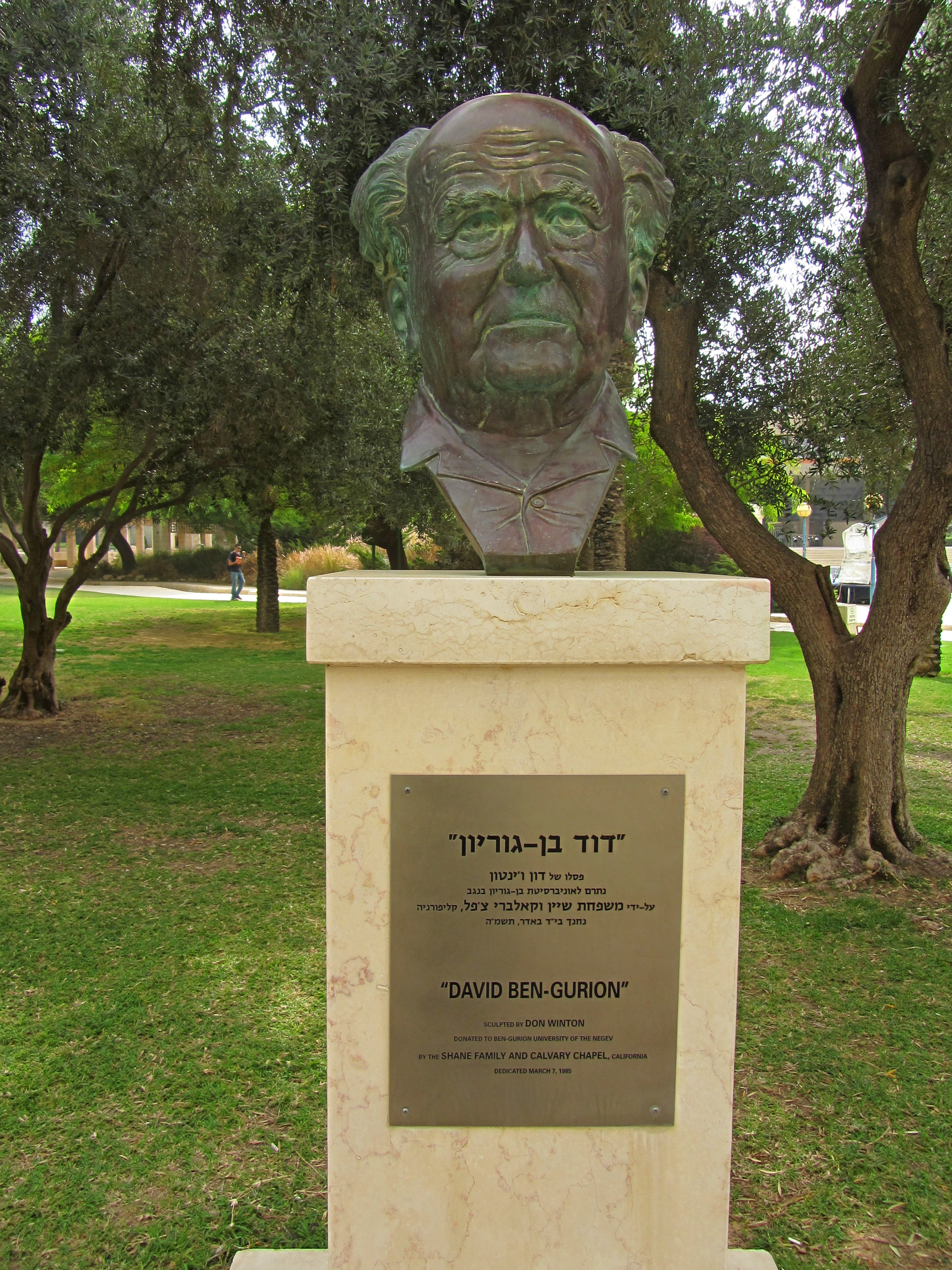
Pomnik ku pamięci Ben Guriona na kampusie w Beer Szewie

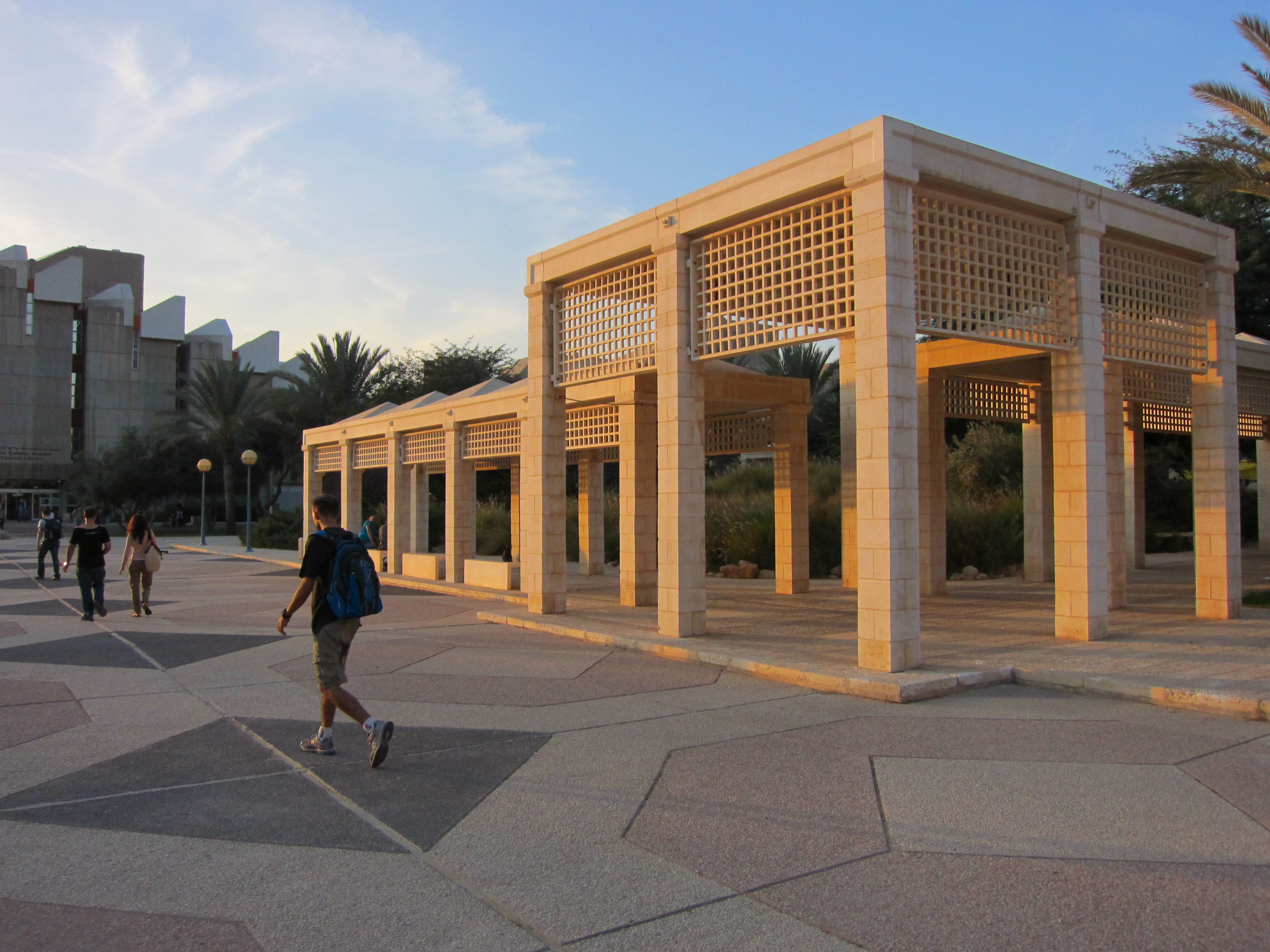
Kampus w Beer Szewie

Główny kampus znajduje się w Beer Szewie. Swoje siedziby mają tutaj:
- Wydział Nauk Humanistycznych i Społecznych[4]
  - Katedra nauk humanistycznych
  - Katedra studiów biblijnych, archeologii i starożytnego Bliskiego Wschodu
  - Katedra badań nad mózgiem i poznaniem
  - Katedra studiów nad komunikacją
  - Katedra ekonomii
  - Katedra edukacji
  - Katedra zagranicznej literatury i języków
  - Katedra historii powszechnej
  - Katedra geografii i rozwoju środowiska
  - Katedra języka hebrajskiego
  - Katedra literatury hebrajskiej
  - Katedra myśli żydowskiej
  - Katedra studiów bliskowschodnich
  - Katedra filozofii
  - Katedra polityki i rządu
  - Katedra psychologii
  - Katedra pracy społecznej
  - Katedra antropologii i socjologii

- Wydział Nauk Przyrodniczych[5]
  - Katedra matematyki
  - Katedra informatyki
  - Katedra fizyki
  - Katedra chemii
  - Katedra nauk przyrodniczych
  - Katedra geologii i nauk o środowisku
  - Katedra oprogramowania komputerowego

- Wydział Nauk Inżynieryjnych[6]
  - Katedra inżynierii mechanicznej
  - Katedra inżynierii chemicznej
  - Katedra inżynierii przemysłowej i zarządzania
  - Katedra badań materiałowych
  - Katedra inżynierii biomedycznej
  - Katedra inżynierii biotechnologii
  - Katedra inżynierii oprogramowania i systemów informatycznych
  - Jednostka inżynierii nuklearnej

- Wydział Nauk Medycznych[7]
  - Szkoła farmacji
  - Szkoła medyczna
  - Laboratorium medyczne
  - Katedra zarządzania systemami opieki zdrowotnej
  - Katedra opieki zdrowotnej
  - Katedra mikrobiologii, immunologii i genetyki

- Wydział Biznesu i Zarządzania im. Guilforda Glazera[8]
  - Katedra zarządzania
  - Katedra zarządzania turystyką i hotelarstwem
  - Katedra zarządzania opieką zdrowotną

- Wydział Neuronauki[9],
- Wydział Badań nad Pustynią im. Jacoba Blausteina[10].

### Kampus w Sede Boker
Mały kampus Instytutu Badań nad Syjonizmem i Izraelem znajduje się przy Midreszet Ben-Gurion w kibucu Sede Boker. Swoją siedzibę ma tutaj wydział badań nad rozwojem pustyni. Instytut powstał w 1982 roku na podstawie Prawa Ben Guriona i porozumienia zawartego pomiędzy uniwersytetem i Centrum Dziedzictwa Ben Guriona. Instytut zajmuje się studiami nad syjonizmem i Izraelem z różnych perspektyw badawczych takich jak historia, filozofia, polityka, kultura, społeczeństwo i geografia. W Sede Boker znajduje się Archiwum Ben Guriona, biblioteka.

### Kampus w Ejlacie
Drugi kampus – Kampus Ejlatu – otwarty w 2002 roku, znajduje się w Ejlacie. Można tu studiować różne kierunki: administrację biznesu, prace społeczną, ekonomię, rachunkowość, hotelarstwo i turystykę, biologię morską.

## Park technologiczny
Uniwersytet jest wiodącą instytucją rozwijającą The Advanced Technologies Park, który zajmuje powierzchnię 93 m². W jego ramach funkcjonuje Uniwersyteckie Centrum Medyczne Soroka, Uniwersytet Ben Guriona oraz przyszła baza wojsk wywiadowczych i inżynieryjnych Sił Obronnych Izraela. Utworzenie parku technologicznego przypisuje się byłemu dziekanowi Awiszajowi Brawermanowi. Inicjatywa ma także wpłynąć na rozwój rynku pracy w mieście i na południu kraju w dziedzinie przemysłu, hi-tech, start upów i inżynierii. W ramach parku działa także BGN Technologies, przedsiębiorstwo technologiczne uniwersytetu, które zajmuje się wdrażaniem i transferem projektów, przedsięwzięć, badań i innowacji na rynek pracy. Przedsiębiorstwo ma także spełniać rolę struktury, która ułatwia współpracę pomiędzy przemysłem a nauką.

## Ginsburg-Ingerman Overseas Student Program (OSP)
Uniwersytet oferuje studentom z zagranicy możliwość studiowania na uczelni w ramach programu semestralnego lub rocznego. Krótsze kursy odbywają się w ramach szkół letnich. W ramach programu uczestnicy mogą wybrać przedmioty wykładane na Uniwersytecie w języku hebrajskim lub angielskim.
Studenci przebywający na Uniwersytecie w ramach programu OSP mogą zapisać się na kursy języka hebrajskiego tzw. ulapny. Ich długość wynosi od czterech do sześciu tygodni, w trakcie których rozwijane są umiejętności czytania, pisania oraz wypowiedzi na różnych poziomach zaawansowania. Każdy kurs kończy się egzaminem z możliwością uzyskania certyfikatu.

## Biblioteki i archiwa
Uczelnia ma 5 bibliotek:

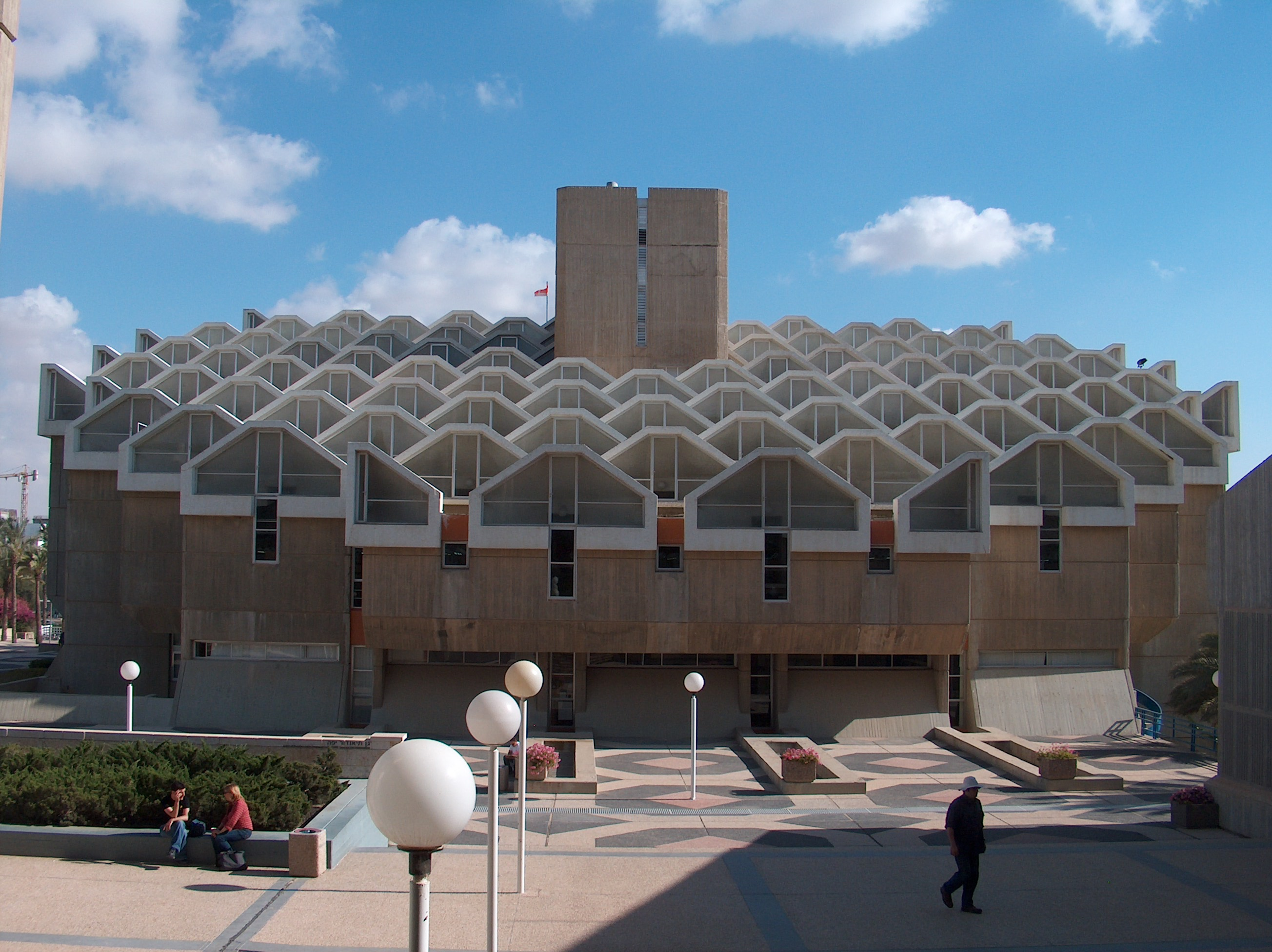
Główna biblioteka Uniwersytetu w Beer Szewie

- Główna biblioteka im. Zalmana Arana[17],
- Biblioteka medyczna Uniwersytetu Ben Guriona[18],
- Biblioteka Instytutu Badań nad Izraelem i Syjonizmem[19],
- Bibliotekę kampusu w Ejlacie[20],
- Biblioteka im. Jane Shapiro Wydziału Badań nad Pustynią im. Jacoba Blausteina[21].

W ramach Uniwersytetu funkcjonują również 4 archiwa:

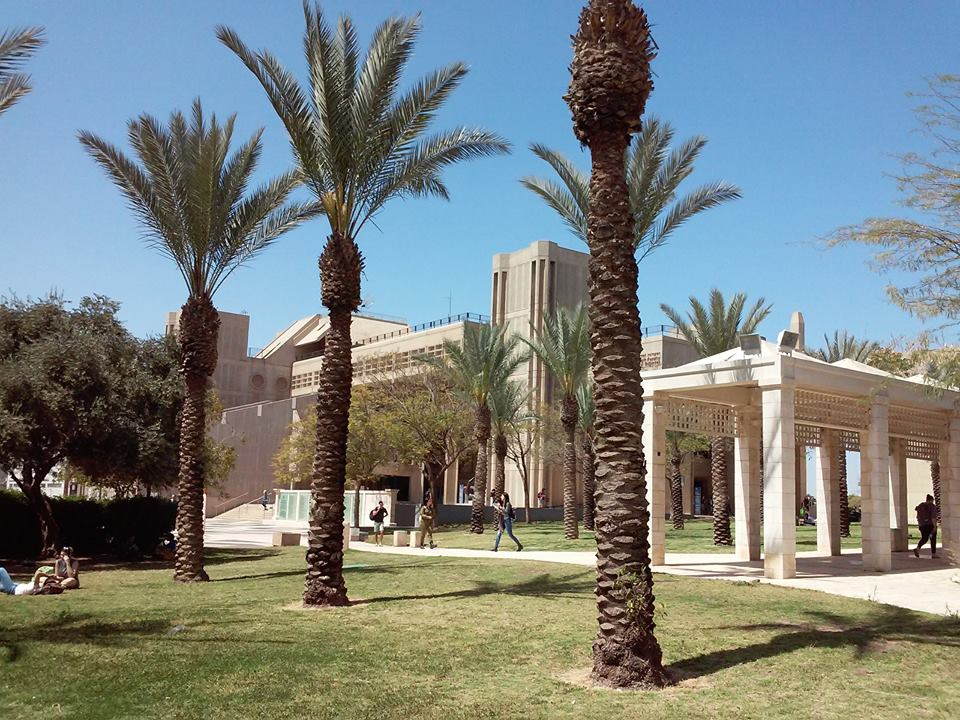
Kampus Uniwersytetu Ben Guriona w Beer Szewie

- Archiwum Ben Guriona[22],
- Archiwum literatury hebrajskiej[23],
- Archiwum Negewu im. Tuwijahu[24],
- Archiwum audiowizualne[25].

## Rektorzy uczelni
|     | Imię i nazwisko | Kadencja  |
| --- | --------------- | --------- |
| 1.  | Chajjim Chanani | 1970-1973 |
| 2.  | Cewi Pelach     | 1973-1974 |
| 3.  | Mosze Rozen     | 1974-1979 |
| 4.  | Dawid Wolf      | 1979-1984 |
| 5.  | Chajjim Ilta    | 1984-1986 |
| 6.  | Awraham Tamir   | 1986-1990 |
| 7.  | Dow Bahat       | 1990-1994 |
| 8.  | Nachum Finger   | 1994-2002 |
| 9.  | Jimmy Winblat   | 2002-2010 |
| 10. | Cewi Ha-Kohen   | 2010-2018 |
| 11. | Chajjim Hames   | od 2018   |

## Ludzie związani z Uniwersytetem
- Aaron Antonovsky, socjolog
- Aharon Appelfeld, pisarz
- Charles Blattberg, politolog
- Awiszaj Brawerman, były rektor, ekonomista i polityk
- Riwka Carmi, pediatra
- Chajjim Chertok, pisarz
- Szelomi Dolew
- David Faiman, inżynier
- Tikva Frymer-Kensky, biblista
- Newe Gordon, politolog
- Samuel Hollander, ekonomista
- Grzegorz Jung, fizyk
- Etgar Keret, pisarz
- Benny Morris, historyk
- Amos Oz, pisarz
- Ilan Ramon, pierwszy izraelski astronauta
- Awiad Raz, socjolog
- Danny Rubinstein, dziennikarz
- Jehoszua Prawer, historyk
- Richard Shusterman, filozof
- Charles Small polityk
- Carsten Peter Thiede, biblista
- Unni Wikan, antropolog
- Oren Jiftachel, geograf